# Coupe des clubs champions européens 1990-1991
Navigation
Édition précédente Édition suivante
La Coupe des clubs champions européens 1990-1991 est la 36e édition de la Coupe des clubs champions européens, la compétition sportive interclubs la plus prestigieuse organisée par l'Union des associations européennes de football (UEFA).
La finale est jouée au Stadio San Nicola de Bari le 29 mai 1991 entre l'Étoile rouge de Belgrade et l'Olympique de Marseille et se termine sur la victoire des Yougoslaves aux tirs au but. C'est la première fois qu'un club yougoslave est sacré champion d'Europe.

## Premier tour
| Équipe 1                 | Résultat | Équipe 2                    | Aller | Retour |
| ------------------------ | -------- | --------------------------- | ----- | ------ |
| FC Swarowski Tirol       | 7 - 1    | FC Lahti                    | 5 - 0 | 2 - 1  |
| APOEL Nicosie            | 2 - 7    | Bayern Munich               | 2 - 3 | 0 - 4  |
| OB Odense                | 1 - 10   | Real Madrid CF              | 1 - 4 | 0 - 6  |
| Olympique de Marseille   | 5 - 1    | KS Dinamo Tirana            | 5 - 1 | 0 - 0  |
| KA Akureyri              | 1 - 3    | CSKA Sofia                  | 1 - 0 | 0 - 3  |
| SSC Naples               | 5 - 0    | Újpest FC                   | 3 - 0 | 2 - 0  |
| Union Luxembourg         | 1 - 6    | Dynamo Dresde               | 1 - 3 | 0 - 3  |
| Valletta FC              | 0 - 10   | Rangers FC                  | 0 - 4 | 0 - 6  |
| Lillestrøm SK            | 1 - 3    | FC Bruges                   | 1 - 1 | 0 - 2  |
| Lech Poznań              | 5 - 1    | Panathinaïkos               | 3 - 0 | 2 - 1  |
| FC Porto                 | 13 - 1   | Portadown FC                | 5 - 0 | 8 - 1  |
| Dinamo Bucarest          | 5 - 1    | St. Patrick's Athletic FC   | 4 - 0 | 1 - 1  |
| Malmö FF                 | 5 - 4    | Beşiktaş                    | 3 - 2 | 2 - 2  |
| Sparta Prague            | 0 - 4    | Spartak Moscou              | 0 - 2 | 0 - 2  |
| Étoile rouge de Belgrade | 5 - 2    | Grasshopper Zurich          | 1 - 1 | 4 - 1  |
| AC Milan                 | exempté  | en tant que tenant du titre | -     | -      |

## Huitièmes de finale
| Équipe 1                 | Résultat | Équipe 2               | Aller | Retour               |
| ------------------------ | -------- | ---------------------- | ----- | -------------------- |
| Real Madrid CF           | 11 - 3   | FC Swarowski Tirol     | 9 - 1 | 2 - 2                |
| AC Milan                 | 1 - 0    | FC Bruges              | 0 - 0 | 1 - 0                |
| SSC Naples               | 0 - 0    | Spartak Moscou         | 0 - 0 | 0 - 0 ap (3 - 5 tab) |
| Lech Poznań              | 4 - 8    | Olympique de Marseille | 3 - 2 | 1 - 6                |
| Bayern Munich            | 7 - 0    | CSKA Sofia             | 4 - 0 | 3 - 0                |
| Dinamo Bucarest          | 0 - 4    | FC Porto               | 0 - 0 | 0 - 4                |
| Étoile rouge de Belgrade | 4 - 1    | Rangers FC             | 3 - 0 | 1 - 1                |
| Dynamo Dresde            | 2 - 2    | Malmö FF               | 1 - 1 | 1 - 1 ap (5 - 4 tab) |

## Quarts de finale
| Équipe 1                 | Résultat | Équipe 2               | Aller | Retour |
| ------------------------ | -------- | ---------------------- | ----- | ------ |
| AC Milan                 | 1 - 4    | Olympique de Marseille | 1 - 1 | 0 - 3  |
| Bayern Munich            | 3 - 1    | FC Porto               | 1 - 1 | 2 - 0  |
| Spartak Moscou           | 3 - 1    | Real Madrid CF         | 0 - 0 | 3 - 1  |
| Étoile rouge de Belgrade | 6 - 0    | Dynamo Dresde          | 3 - 0 | 3 - 0  |

## Demi-finales
| Équipe 1       | Résultat | Équipe 2                 | Aller | Retour |
| -------------- | -------- | ------------------------ | ----- | ------ |
| Bayern Munich  | 3 - 4    | Étoile rouge de Belgrade | 1 - 2 | 2 - 2  |
| Spartak Moscou | 2 - 5    | Olympique de Marseille   | 1 - 3 | 1 - 2  |

## Finale
| 29 mai 1991                                                                               | FK Étoile rouge de Belgrade | 0 - 0 (a.p.)                                                      | Olympique de Marseille | Stadio San Nicola, Bari                        |
|                                                                                           |                             |                                                                   |                        | Spectateurs : 56 000 Arbitrage : Tullio Lanese |
|                                                                                           | (Rapport)                   |                                                                   |                        |                                                |
| Robert Prosinečki · Dragiša Binić · Miodrag Belodedici · Siniša Mihajlović · Darko Pančev | Tirs au but 5 - 3           | Manuel Amoros · Bernard Casoni · Jean-Pierre Papin · Carlos Mozer |                        |                                                |

| Belgrade | Marseille |

| Étoile rouge de Belgrade :                                |    |                    |     |     |
|                                                           |    |                    |     |     |
| G                                                         | 1  | Stevan Stojanović  |     |     |
| D                                                         | 2  | Slobodan Marović   | 61e |     |
| D                                                         | 3  | Ilija Najdoski     |     |     |
| D                                                         | 4  | Refik Šabanadžović |     |     |
| D                                                         | 5  | Miodrag Belodedici |     |     |
| M                                                         | 6  | Siniša Mihajlović  | 40e |     |
| M                                                         | 7  | Robert Prosinečki  |     |     |
| M                                                         | 8  | Vladimir Jugović   |     |     |
| A                                                         | 9  | Darko Pančev       |     |     |
| M                                                         | 10 | Dejan Savićević    |     | 84e |
| A                                                         | 11 | Dragiša Binić      | 26e |     |
| Remplaçants :                                             |    |                    |     |     |
| G                                                         | 12 | Milić Jovanović    |     |     |
| D                                                         | 13 | Ivica Momčilović   |     |     |
| M                                                         | 14 | Rade Tošić         |     |     |
| A                                                         | 15 | Vlada Stošić       |     | 84e |
| A                                                         | 16 | Vladan Lukić       |     |     |
| Entraîneur :                                              |    |                    |     |     |
| Ljupko Petrović Arbitres assistants : Quatrième arbitre : |    |                    |     |     |

| Olympique de Marseille : |    |                     |     |      |
|                          |    |                     |     |      |
| G                        | 1  | Pascal Olmeta       |     |      |
| D                        | 2  | Manuel Amoros       |     |      |
| D                        | 3  | Éric Di Meco        |     | 112e |
| D                        | 4  | Basile Boli         | 28e |      |
| D                        | 5  | Carlos Mozer        |     |      |
| M                        | 6  | Bruno Germain       |     |      |
| M                        | 7  | Bernard Casoni      |     |      |
| M                        | 8  | Chris Waddle        |     |      |
| A                        | 9  | Jean-Pierre Papin   |     |      |
| A                        | 10 | Abedi Pelé          |     |      |
| M                        | 11 | Laurent Fournier    |     | 75e  |
| Remplaçants :            |    |                     |     |      |
| M                        | 12 | Dragan Stojković    |     | 112e |
| M                        | 13 | Philippe Vercruysse |     | 75e  |
| M                        | 14 | Jean Tigana         |     |      |
| D                        | 15 | Éric Mura           |     |      |
| G                        | 18 | Alain Casanova      |     |      |
| Entraîneur :             |    |                     |     |      |
| Raymond Goethals         |    |                     |     |      |